# Spielmuseum Soltau

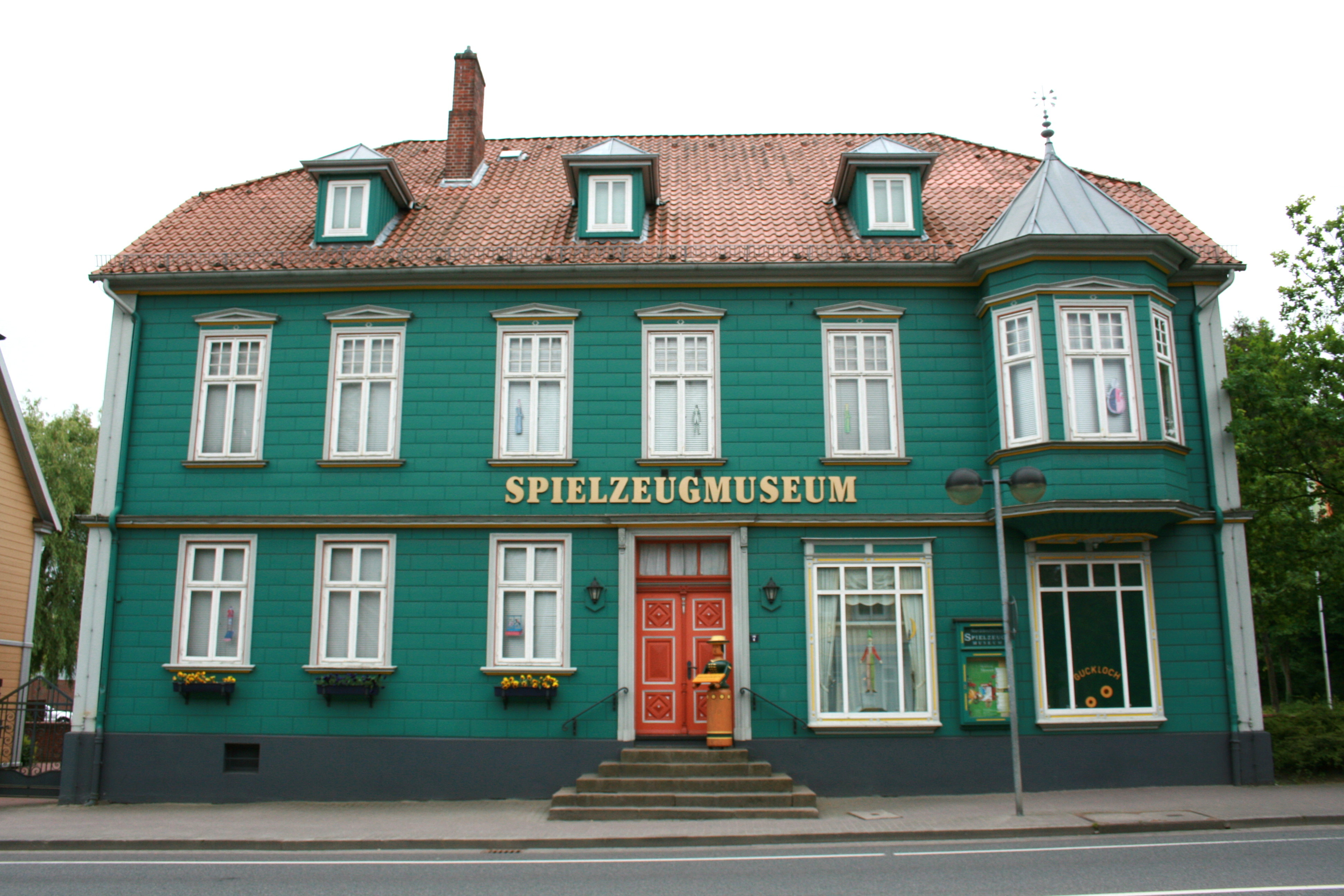
Das Spielmuseum in Soltau

Das Spielmuseum Soltau (ehemals: Norddeutsches Spielzeugmuseum) ist ein Museum in der niedersächsischen Stadt Soltau. Es ging aus einer privaten Sammlung der Soltauer Familie Ernst hervor und hat jährlich bis zu 40.000 Besucher.

## Geschichte

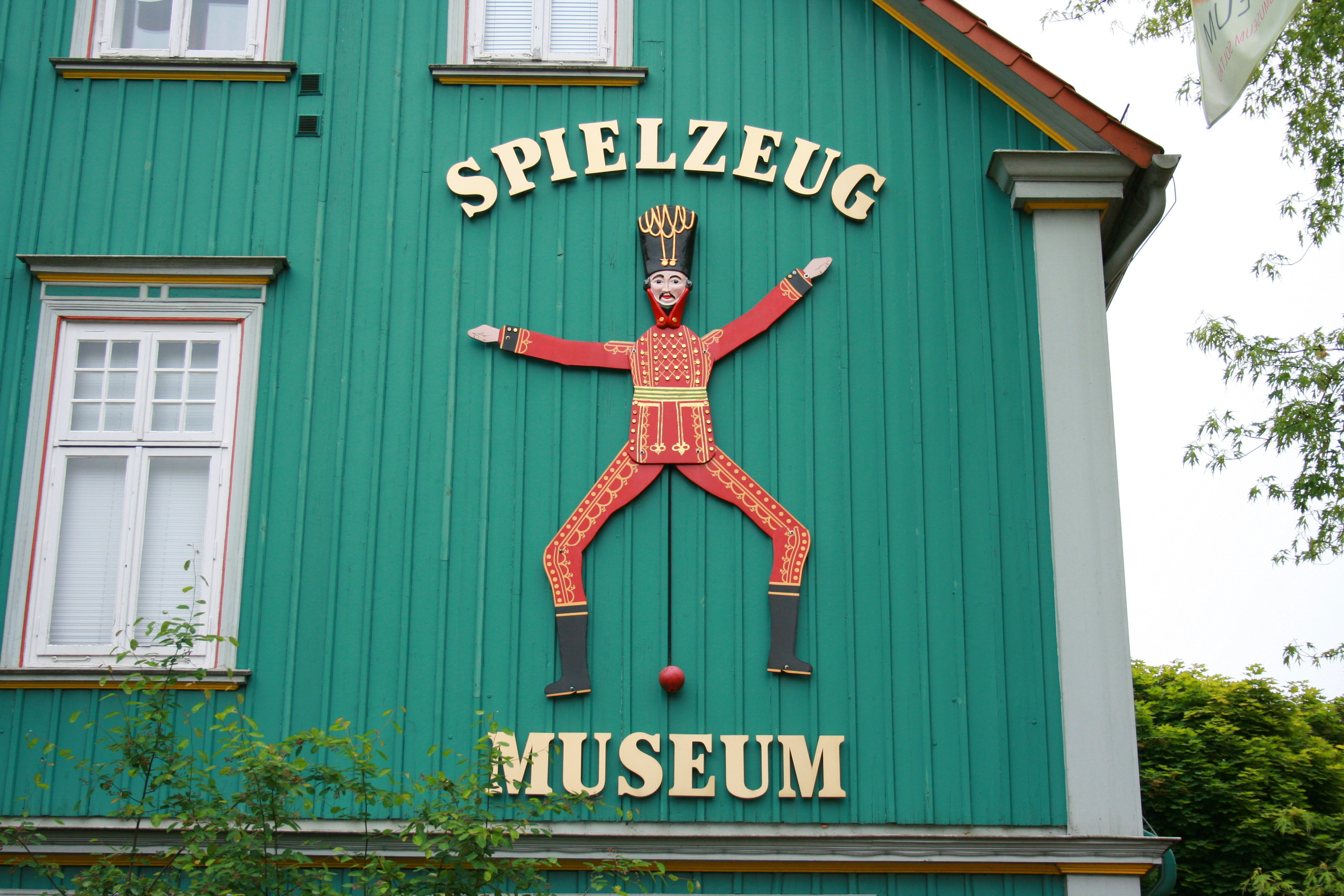
Seitenansicht

1978 zeigten Hannelore, Mathias und Antje Ernst ihre Spielzeugsammlung erstmals in den drei Räumen ihres Privathauses. Im Jahr 1984 wurde das Puppen- und Spielzeugmuseum am Rathaus gegründet. Im Erdgeschoss der alten Bürgermeistervilla in der Rosenstraße wurde die Sammlung erstmals öffentlich präsentiert.
Seit 1988 befindet sich das Spielmuseum im 1830 erbauten und unter Denkmalschutz stehenden Ebelmeyerhaus im Zentrum Soltaus (Poststraße 7). Zwischen 1996 und 1999 wurde die Ausstellungsfläche von 200 auf 600 Quadratmeter erweitert.
Um das Weiterbestehen der bedeutenden Sammlung zu sichern, wurde die gemeinnützige Stiftung Spiel: Historisches Spielzeug – innovative Spielräume gegründet, welche seit dem 1. August 2005 das Museum betreibt. Familie Ernst übereignete ihre Spielzeugsammlung der Stiftung. Kuratoriumsvorsitzende ist seit 2006 Gunilla Budde. Seit 2007 ist das Spielmuseum ein Registriertes Museum.

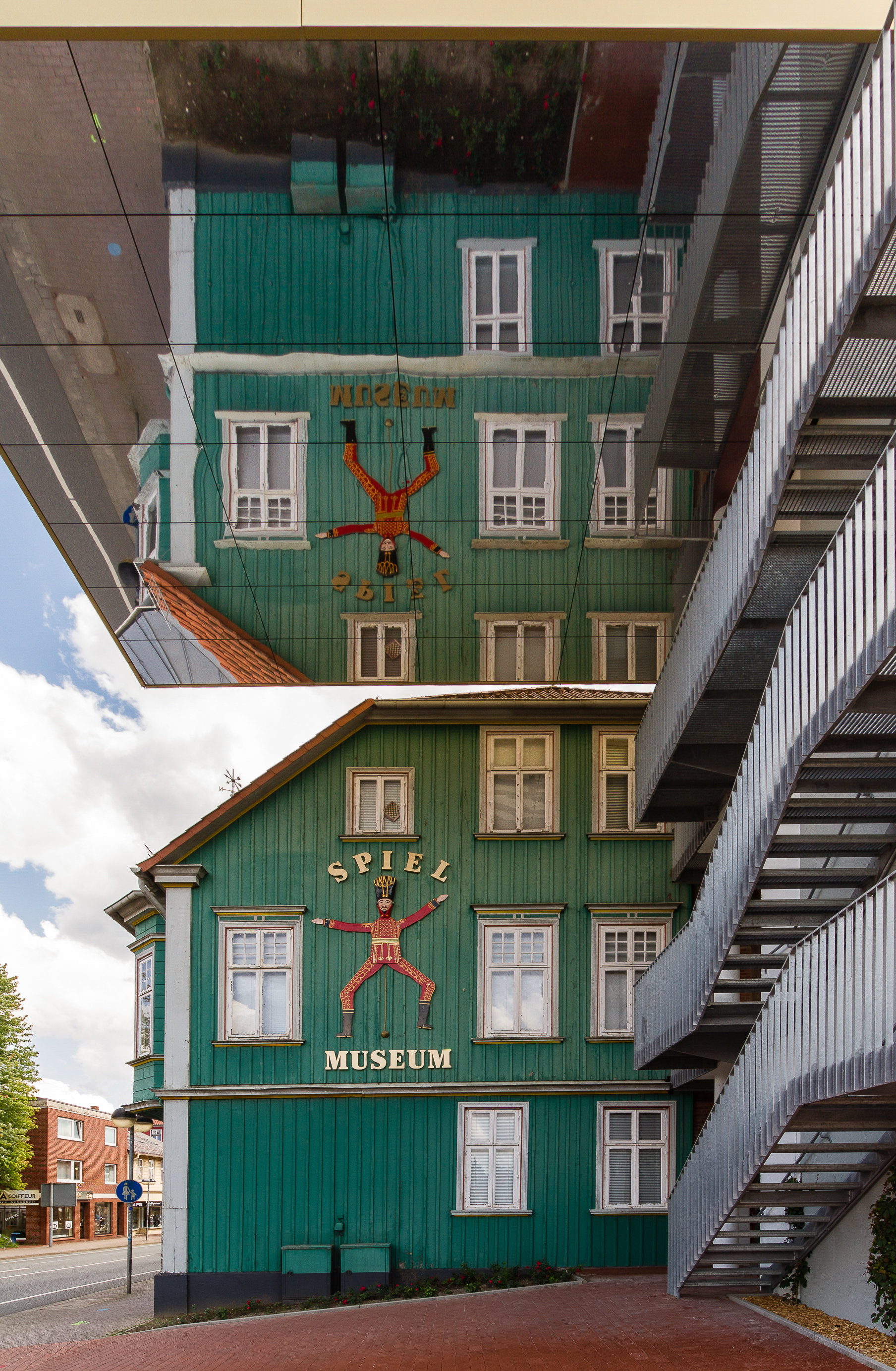
Spiegelfläche unter dem Fliegenden Klassenzimmer

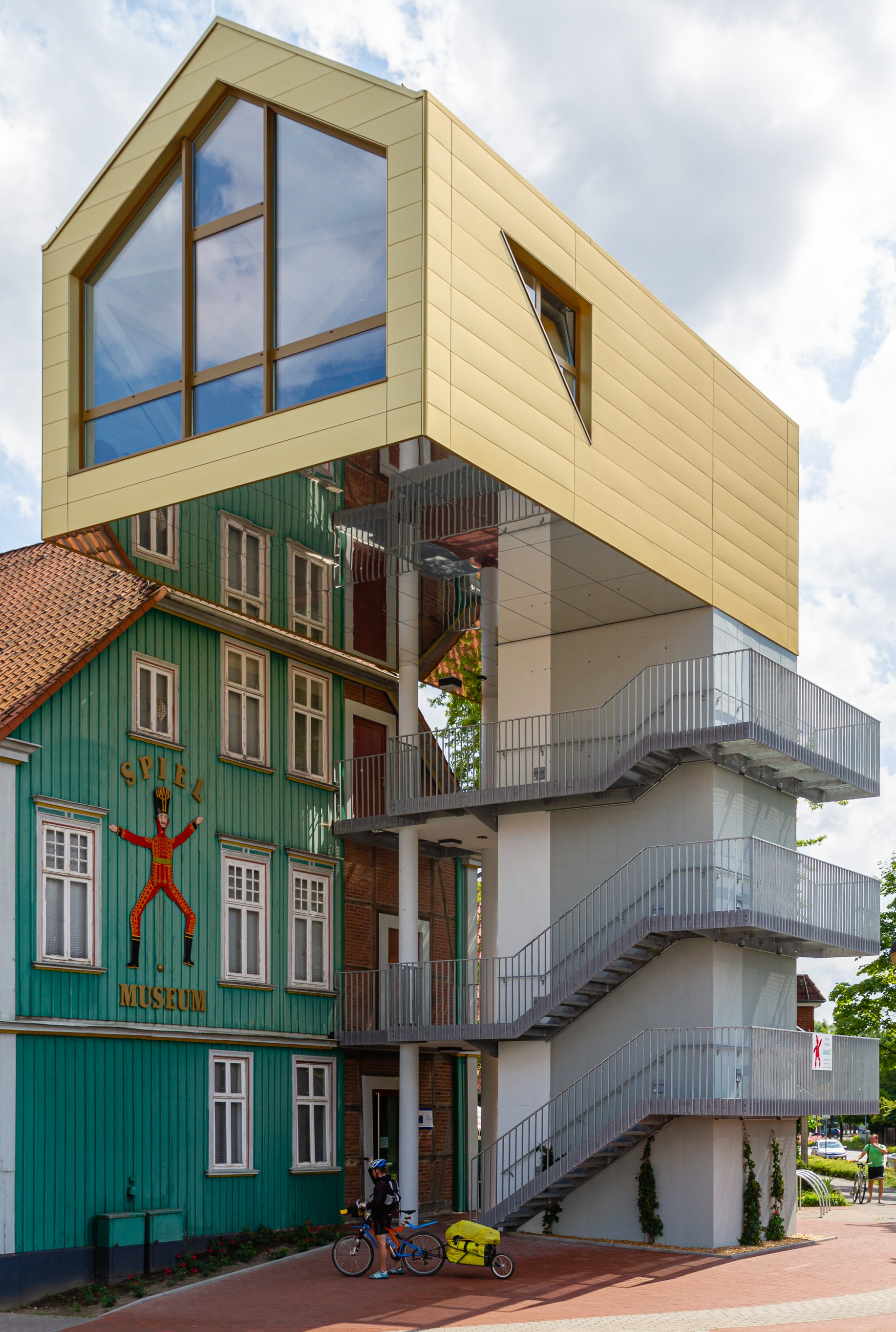
Anbau mit Aufzugsturm, 2015.

Im Herbst 2013 mietete das Museum zusätzliche Räume in unmittelbarer Nähe zum Stammhaus an (Poststraße 15) und vergrößerte damit die Ausstellungsfläche auf 900 Quadratmeter. Bis 2015 wurde das Spielmuseum barrierefrei umgebaut. Neben zahlreichen Veränderungen im Eingangs- und Innenbereich sticht insbesondere der neue Aufzugsturm ins Auge, der außen an der Fassade des Hauptgebäudes erbaut wird und die drei Etagen miteinander verbindet. An der Spitze des Turmes befindet sich das sogenannte Fliegende Klassenzimmer, ein in der Luft hängender Veranstaltungsraum mit verspiegelter Unterfläche, der für verschiedene Vorträge oder Schulklassen genutzt werden soll.

## Ausstellung
Im Spielmuseum repräsentieren Exponate aus fünf Jahrhunderten – das älteste Ausstellungsstück stammt aus dem Jahr 1647 – auf 900 Quadratmetern ein Stück Spielzeug- und Kulturgeschichte mit besonderem Schwerpunkt auf die Zeit zwischen 1750 und 1900. Neben Puppen aus verschiedenen Materialien sowie Puppenhäusern, -stuben, -küchen und Kaufläden zeigt das Museum auch Eisenbahnen, Blech-, Papier- und Holzspielzeug, Gesellschaftsspiele, Laterna-Magica-Geräte sowie Teddybären und andere Stofftiere.
Im Museum ist nicht nur eine Vielzahl von Exponaten zu bewundern. Den Besuchern werden auch zahlreiche Möglichkeiten zum Spielen geboten. An mehreren Stellen befinden sich zudem Hörstationen, mit Hilfe derer Geschichten zu den jeweiligen Exponaten angehört werden können.
Das Glanzstück der Ausstellung ist Dingley Hall, ein drei Meter breites und zwei Meter hohes Puppenhaus mit 15 Räumen und mehr als 1000 Zubehörteilen, das 2003 für 190.000 € bei Christie’s in London ersteigert wurde.

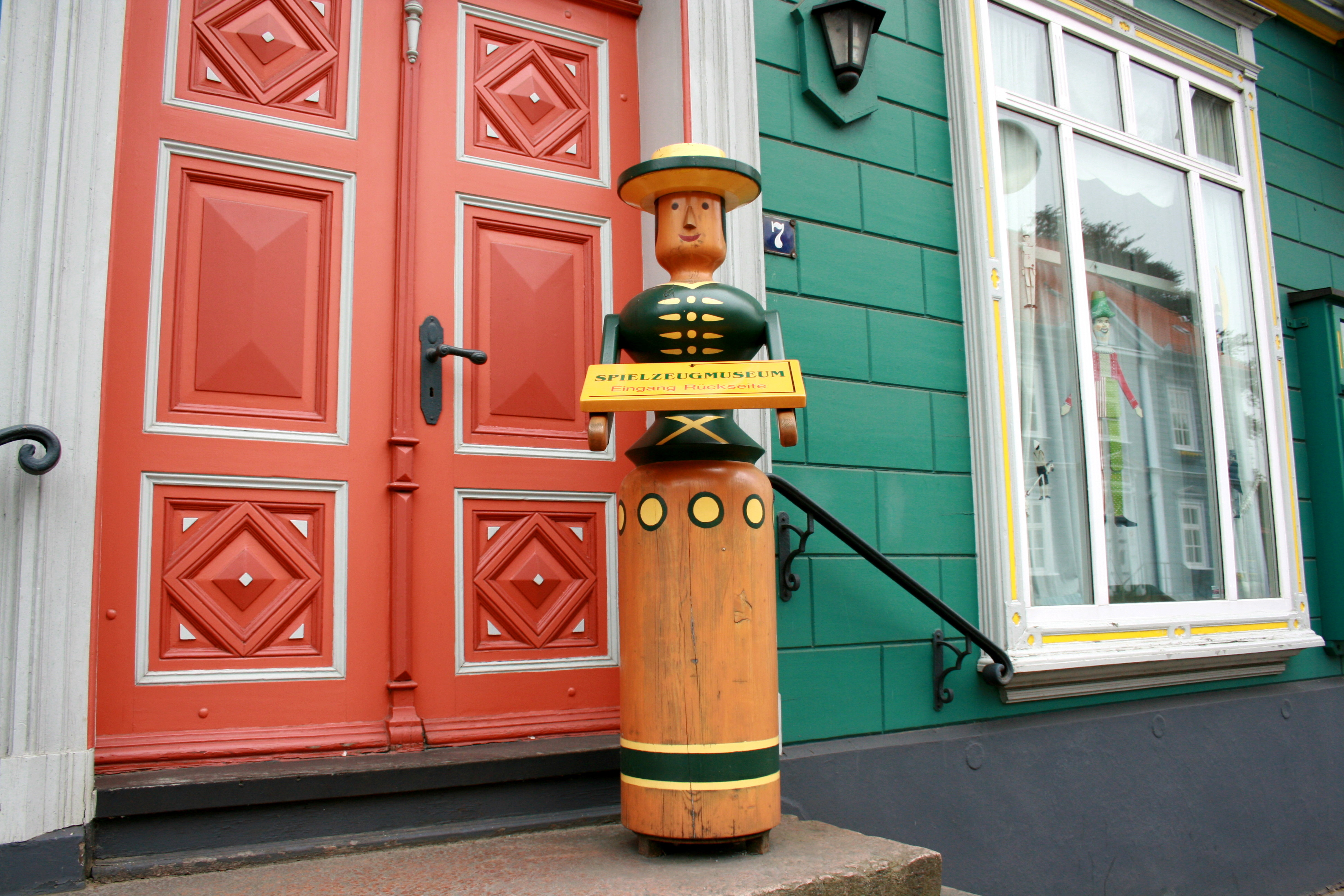
Ehemaliger Eingangsbereich
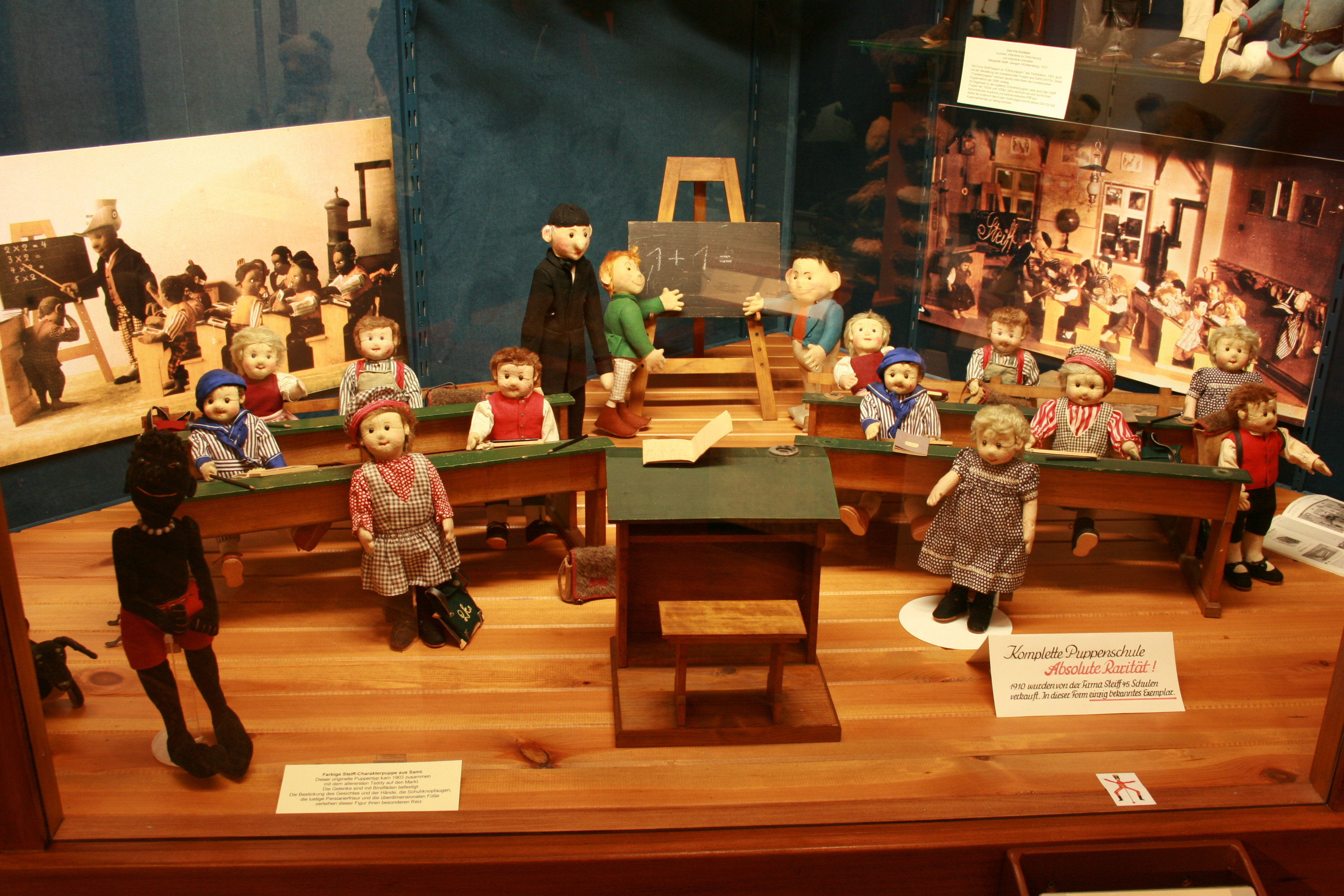
Puppenschule
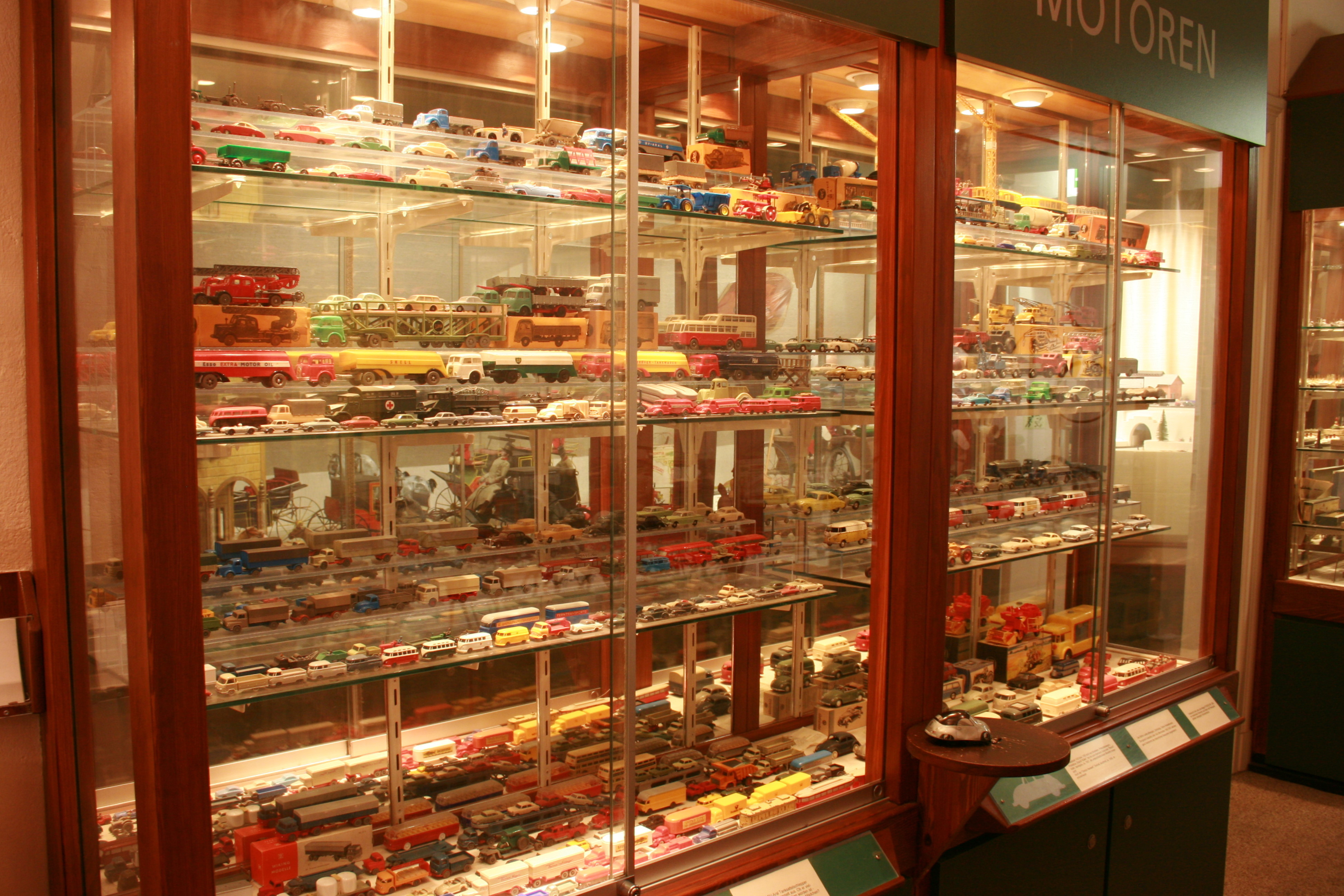
Spielzeugautos
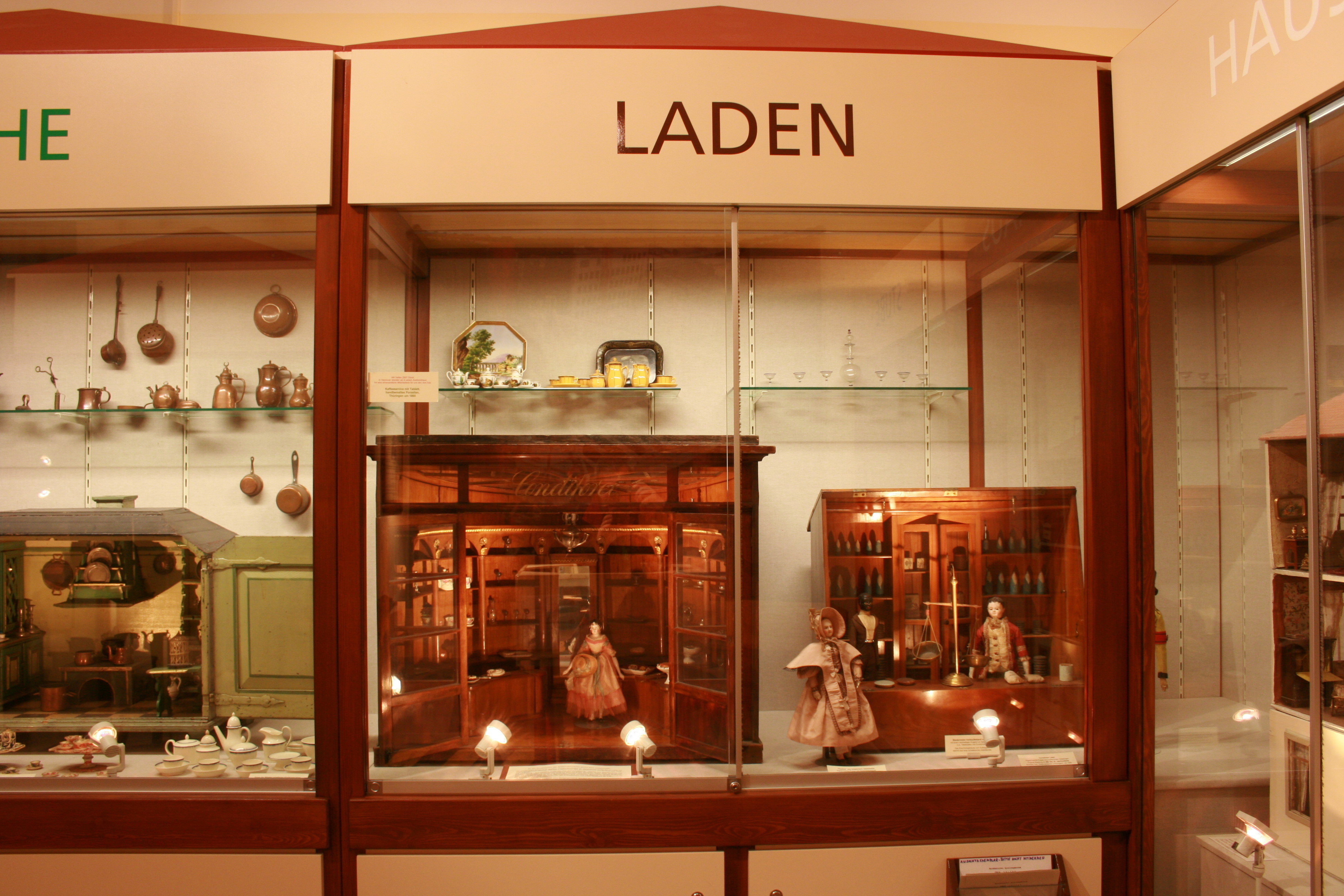
Puppenhäuser